# کاتاژینا وارنکه
کاتاژینا وارنکه (لهستانی: Katarzyna Warnke؛ زادهٔ ۲ اوت ۱۹۷۷) بازیگر اهل لهستان است.
از فیلم‌ها یا مجموعه‌های تلویزیونی که وی در آن‌ها نقش داشته است، می‌توان به حالا یا هرگز!، مبتدیان تمام‌عیار، بوتاکس،خیوکا، در خوشی و سختی،  پدر متیو، پزشکان، هتل ۵۲، دهن‌به‌دهن و ع چون عشق اشاره نمود.